# William Conrad Abhau
William Conrad Abhau (* 5. April 1912 im Baltimore County, Maryland; † 28. Januar 2000 ebenda) war ein US-amerikanischer Konteradmiral der US Navy, der unter anderem von Mai 1967 bis Juli 1970 Leiter des U-Boot-Kriegsprojekts des Marinematerialkommandos (Naval Material Command) war.

## Leben
Abhau, Sohn von William C. Abhau und dessen Ehefrau Gertrude Lewis Abhau, besuchte das Baltimore Polytechnic Institute und nahm danach 1929 eine Tätigkeit bei der Baltimore and Ohio Railroad auf. 1931 begann er seine Ausbildung zum Marineoffizier an der US Naval Academy in Annapolis, die er am 1. Juni 1935 als Leutnant zur See (Ensign) abschloss. In der Folgezeit fand er bis 1941 Verwendung auf verschiedenen Kreuzern und Zerstörern und besuchte anschließend einen Kurs für Artillerieingenieurwesen an der Naval Postgraduate School (NPS) in Annapolis. Während des Zweiten Weltkrieges diente er zwischen 1943 und 1945 als Geschützoffizier auf dem Schlachtschiff New Jersey und nahm in der Folgezeit an neun Einsätzen des Pazifikkrieges teil. Für seine Verdienste bei der Abwehr von mehr als dreißig Angriffen der Kaiserlich Japanischen Marineluftstreitkräfte wurde ihm die Bronze Star Medal mit dem Zusatz Combat „V“ verliehen.

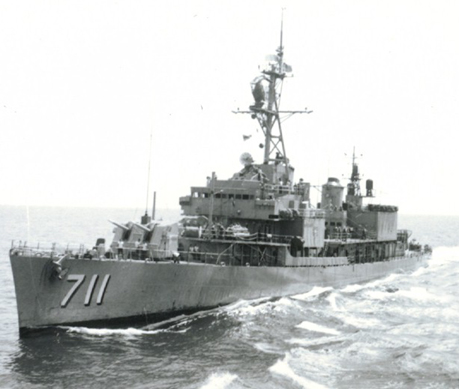
Im September 1947 übernahm er als Kommandant des Zerstörers USS Eugene A. Greene sein erstes eigenes Schiffskommando

Nach der Kapitulation Japans am 2. September 1945 wurde Abhau zum Stab der 6. US-Armee (Sixth United States Army) nach Kyōto versetzt. Nach verschiedenen anderen Verwendungen wie zum Beispiel auf dem Zerstörer Trippe übernahm er am 6. September 1947 als Fregattenkapitän (Commander) sein erstes eigenes Schiffskommando, und zwar des Zerstörers Eugene A. Greene, und bekleidete diesen Posten bis zum 25. August 1948. Später war er Kommandeur des 16. Geleitgeschwaders (Escort Squadron SIXTEEN). Darüber hinaus war er zwischen Juli 1957 und August 1958 Kommandant des Trossschiffes Waccamaw sowie vom 4. Februar 1961 bis zum 31. Dezember 1962 Kommandant des Schweren Kreuzers Helena. Er befasste sich mit der Entwicklung und Erprobung von Waffensystemen und erwarb 1956 einen Master of Science (M.Sc.) in Operationsanalyse an der 1952 nach Monterey verlegten Naval Postgraduate School. Er war ferner Absolvent des Naval War College (NWC) in Newport.
Im Anschluss war Abhau Offizier im Stab des Kommandeurs der Operationstest- und Erprobungskräfte OPTEVFOR (Operational Test and Evaluation Force) auf dem Marinestützpunkt Naval Station Norfolk und entwickelte dort Techniken für die Messung der Effektivität von Waffenkontrollsystemen. Er war Mitglied der Evaluierungsgruppe für Waffensysteme im Büro des US-Verteidigungsministers sowie Referent für Geschosskontrollforschung und -entwicklung im Amt für Marineartillerie (Bureau of Ordnance) und anschließend Referent für U-Bootkriegsforschung und -entwicklung in dem daraus 1959 hervorgegangenen Amt für Marinewaffen (Bureau of Naval Weapons).
Daraufhin war Abhau zwischen Juli 1964 und August 1965 Direktor des Programms für U-Bootkriegsforschung und -entwicklung im Büro des Chefs für Marineoperationen (Chief of Naval Operations) sowie im Anschluss zunächst Vertreter des Chief of Naval Operations für die Unterstützung der bemannten Raumfahrt auf der Naval Station Norfolk und in Personalunion von August 1965 bis November 1965 Kommandeur der Kreuzer der 4. Zerstörerflottille (Destroyer Flotilla FOUR). Bereits im Oktober 1965 wurde er stellvertretender Leiter und Marinevertreter für bemannte Raumfahrtunterstützungsoperationen im US-Verteidigungsministerium sowie in Personalunion zugleich weiterhin Vertreter des Chief of Naval Operations für die Unterstützung der bemannten Raumfahrt und bekleidete diese beiden Funktionen bis Mai 1967.
Zuletzt wurde Abhau im Mai 1967 als Konteradmiral (Rear Admiral) Leiter des U-Boot-Kriegsprojekts im Marinematerialkommandos (Naval Material Command) in Washington, D.C., und bekleidete diesen Posten bis zu seinem Eintritt in den Ruhestand am 1. Juli 1970. Aufgrund seiner Verdienste wurde ihm in dieser Verwendung der Legion of Merit verliehen.
Abhau war mit Harriet E. Sanders Abhau verheiratet und wurde nach seinem Tode auf dem US Naval Academy Cemetery  in Annapolis beigesetzt.

## Ehrungen und Auszeichnungen
Auswahl der Dekorationen, sortiert in Anlehnung der Order of Precedence of the Military Awards:
- Legion of Merit
- Bronze Star Medal